# 市川猿翁 (2代目)
二代目 市川 猿翁（にだいめ いちかわ えんおう、1939年〈昭和14年〉12月9日 - 2023年〈令和5年〉9月13日）は、日本の歌舞伎役者、俳優、演出家。屋号は澤瀉屋。定紋は澤瀉、替紋は三つ猿。俳名に華果（かか）がある。紫派藤間流二代目家元としては二代目 藤間 紫（にだいめ ふじま むらさき）を名乗る。本名は喜熨斗 政彦（きのし まさひこ）。東京都出身。
「猿翁」は隠居名で、49年間にわたり名乗り続けた三代目 市川 猿之助（さんだいめ いちかわ えんのすけ）としても広く知られる。
文化功労者、従四位、旭日中綬章。子は九代目市川中車（香川照之）。
公称身長165cm・体重68kg・A型。
千代田区立番町小学校、慶應義塾中等部・慶應義塾高等学校を経て、慶應義塾大学文学部国文学科を卒業。

## 来歴・人物
市川團子の時代は、六代目市川染五郎（のちの二代目松本白鸚）、中村萬之助（のちの二代目中村吉右衛門）との十代のトリオで、「十代歌舞伎」と呼ばれ人気を博す。
三代目猿之助を襲名後ほどなくして祖父の初代市川猿翁（二代目市川猿之助）と父の三代目市川段四郎を相次いで亡くすという悲運に見舞われる。後ろ盾を失い「梨園の孤児」となりながらも他門の庇護を受けることを潔しとせず、祖父譲りの革新的な芸術志向と上方歌舞伎伝統のケレンとを結びつけることによって歌舞伎界に新風を吹き込んだ。
1968年（昭和43年）『義経千本桜』「四ノ切」で披露した「宙乗り」（5000回達成時にギネスブックに登録）を皮切りに、明治の演劇改良運動以後は邪道として扱われ顧みられなかったケレンの演出を次々に復活させた「猿之助歌舞伎」で一世を風靡した。猿之助歌舞伎のエンターテインメント性に富む、見応えのある舞台は観客からは高い支持を集めたものの、当初はまだ一般に保守的だった他の歌舞伎役者や劇評家たちからは相手にされないほどの酷評を受けた。十一代目市川團十郎の実弟で、市川宗家の御意見番的存在だった二代目尾上松緑に至っては、この猿之助歌舞伎のことを「喜熨斗サーカス」とまで言い、揶揄している。木下大サーカスを猿之助の本名の「喜熨斗」（きのし）にひっかけたものだが、宗家の連枝とはいえ、別家の役者にそこまで言われるのも、歌舞伎界で孤立無援となった猿之助の悲しさだった。
しかし猿之助はそうした逆境を見事に克服する。「四ノ切」の宙乗りの演出は元々、猿之助が三代目實川延若から教わったのが最初で、その後「四ノ切」に限らず、近年では後進の歌舞伎役者も多く取り入れており、七代目尾上菊五郎をはじめ、十二代目市川團十郎、九代目松本幸四郎、十八代目中村勘三郎らも宙乗りの演出を使った公演を行うようになった。1984年の中日劇場公演の「當世流小栗判官」の宙乗りでは、通常は花道の上を宙乗りするのを、客席に対角線上に客の頭上を飛ぶ宙乗りを日本で初めて行った。
古劇の復活から古典の再創造、スーパー歌舞伎の創造に至るまでの精力的な活動が舞台芸術にひとつの領域を切り開いた。
2003年11月17日、博多座で自身の演出・出演による『西太后』の公演中に体調不良を訴え、降板。この時は「初期の脳梗塞」との診断を受けた、と公表されたが、実際にはパーキンソン症候群を発症していた。これ以降、俳優として舞台に立つ機会は減り、スーパー歌舞伎や自身の手がけた復活演目の演出面で活動を続けている。2011年9月、二代目市川亀治郎の猿之助襲名会見時に、子の香川照之と共に8年ぶりに公の場に姿を現した。
2010年、猿之助四十八撰制定。文化功労者受章。
2012年6月5日開幕の新橋演舞場での六月大歌舞伎で、二代目市川猿翁の隠居名を襲名した。
2013年12月、京都南座での「二代目市川猿翁・四代目市川猿之助・九代目市川中車 襲名披露口上」への出演が最後の舞台となった。
2014年2月1日から2月28日まで日本経済新聞の朝刊「私の履歴書」に連載。
2016年、軽井沢の別荘で保管していた猿之助歌舞伎の創作活動に関する約2万点の資料を京都造形芸術大学に寄贈。
2018年2月27日中日劇場の三代目市川右團次、二代目市川笑也、市川弘太郎の夜の公演カーテンコールで舞台上に姿を見せ、「澤瀉屋っ！」の掛け声と拍手喝采に包まれた。
2023年9月13日6時55分、不整脈のため東京都内で死去した。83歳没。死没日付をもって従四位に叙され、旭日中綬章が贈られた。
2024年1月28日、弟・市川段四郎 (4代目)（2023年5月18日76歳没）と合同で「澤瀉屋  送る会」。

## 家族
母は映画女優の高杉早苗。妹に女優の市川靖子、弟に四代目市川段四郎がいる。この四代目段四郎の一人息子が2012年6月に四代目市川猿之助を襲名した。
2度の結婚歴がある。1965年（昭和40年）に結婚した最初の妻は、元宝塚歌劇団雪組のトップ娘役で女優の浜木綿子。浜との間には一人息子である香川照之（のちの九代目市川中車）を儲けたが、実質的な夫婦としての生活は1年と数カ月で別居、1968年に正式離婚。息子は浜に引き取られた。
破局の原因は不倫だったが、その相手が日本舞踊藤間流名取（のちに紫派藤間流を創始し家元）で女優の藤間紫である。藤間は猿之助が12歳の時の初恋相手だったが、16歳年上で既婚者、子持ち。しかも夫は自身の踊りの師匠、六世藤間勘十郎（二世藤間勘祖）ということもあり、なんとか諦めをつけ結婚したのが浜だった。だが結局双方とも思いを絶つ事が出来ず、一人息子が1歳を迎えた頃には家庭を捨て、駆け落ち同然の暮らしを始める。この二人の同棲生活は35年にも及び、1985年に藤間の離婚が成立。2000年、正式に結婚した。しかし、その後は不遇が続き、2003年には猿之助が脳梗塞を発症、2009年には藤間が肝不全のため死去している。
息子・照之は大学卒業後、1989年に俳優デビュー。それを機に25歳の冬、思い立って猿之助の公演先へ会いに行っている。その際、猿之助は「大事な公演の前にいきなり訪ねてくるとは、役者としての配慮が足りません」と照之を叱責、「即ち、私は家庭と訣別した瞬間から蘇生したのです。だから今の僕とあなたとは何の関わりもない。あなたは息子ではありません。したがって僕はあなたの父でもない」「あなたとは今後、二度と会う事はありません」と完全に拒絶して突き放しているが、その真意については隠居名の「猿翁」襲名後に放送された『NHKスペシャル』の中で明かされ、「生きるも死ぬも身一つで、僕はあえて一人でやってきました。だから、照之も役者の道を貫きたいと思うなら私の事を父と思うな、何ものにも耐えうる独立自尊の精神でいきなさいと。僕としてはごく当然のことを言ったつもりなのですよ」と述懐している。その後、藤間紫の尽力で和解が進み、2009年の藤間の葬儀には照之も親族として参列している。さらに、2011年9月27日、亀治郎の四代目猿之助襲名と自身の二代目猿翁襲名、照之と照之の息子・政明の歌舞伎界進出発表の際には涙ながらに「浜さん、ありがとう。恩讐の彼方に、ありがとう」と、前妻・浜に対して感謝の言葉を述べている。
藤間紫の死後、四代目猿之助と親密になった。藤間の一周忌が明けた後に猿翁の身の回りの世話をしていたのが、元・博多座のスタッフの女性で、猿之助の介護から一門の人事まで諸事万端をサポートしていたとされる。一時、息子一家との同居が報じられたが、その後は香川宅近くのマンションに居を移しており、稽古は香川が猿翁宅に通って行われた。

## 年譜
- 1939年（昭和14年）　12月9日、三代目市川段四郎の長男として東京に生まれる。
- 1947年（昭和22年）　1月、東京劇場『二人三番叟』の附千歳で三代目市川團子を襲名して初舞台。
- 1962年（昭和37年）　慶應義塾大学卒業。
- 1963年（昭和38年）　5月、歌舞伎座『義経千本桜』「吉野山」の忠信、『黒塚』の鬼女などで三代目市川猿之助を襲名。6月、祖父・猿翁が死去。11月、父・段四郎が死去。
- 1965年（昭和40年）　浜木綿子と結婚。同年12月に長男・香川照之誕生。
- 1968年（昭和43年）　浜木綿子と離婚。長男は浜に引き取られる。夫も子もいる藤間紫と同棲開始。これ以後、次々に猿之助歌舞伎を発表して話題になる。
- 1985年（昭和60年）　藤間紫と夫・六代目藤間勘十郎 （二世藤間勘祖）の離婚が成立。
- 1986年（昭和61年）　古典芸能と化した近代歌舞伎にも新風を吹き込むべくスーパー歌舞伎を開始。哲学者の梅原猛に脚本を依頼した『ヤマトタケル』を新橋演舞場で上演。
- 1992年（平成 4年）　バイエルン国立歌劇場によるリヒャルト・シュトラウスのオペラ『影のない女』（来日公演、翌年に本拠地プレミエ）の演出を担当。
- 2000年（平成12年）　2月28日、同棲35年目にして藤間紫と入籍。
- 2002年（平成14年）　リムスキー＝コルサコフのオペラ『金鶏』の演出を担当。
- 2003年（平成15年）　11月17日、博多座で公演中に脳梗塞を発症し、12月の京都南座の「當る申年吉例顔見世興行」を降板。
- 2009年（平成21年）　1月2日、「歌舞伎座さよなら公演古式顔寄世手打ち式」に列席する。3月27日、妻の藤間紫が死去。
- 2010年（平成22年）　3月、自身の当たり役を集めた『猿之助十八番』を『猿之助四十八撰』としてまとめる[2]。この頃から元博多座スタッフの女性と同棲を開始。
- 2010年（平成22年）　藤間紫の尽力もあり、実子の香川照之と「和解」を果たす。
- 2012年（平成24年）　6月、甥の二代目市川亀治郎に市川猿之助を四代目として譲り、自らは祖父の隠居名でもあった市川猿翁を二代目として襲名。
- 2023年（令和 5年）　死去[2]。

## 主な出演

### 映画
- 大忠臣蔵（松竹） 大石主税　1957.8.10
- 楢山節考 （松竹大船） けさ吉 1958.6.1
- 大坂城物語 （東宝） 霧隠才蔵 1961.1.3
- 忠臣蔵 花の巻・雪の巻 （東宝） 大石主税 1962.11.03

### テレビドラマ
- シオノギテレビ劇場 若き日の信長 （1964年、フジテレビ）

### その他
- ゆく年くる年 (民間放送テレビ) 1984-85年版（テレビ東京制作)　総合司会

## 著書
- 『演者の目』（朝日新聞社、1976年）
- 『猿之助修羅舞台 - 未来は今日にあり』（大和山出版社、1984年、PHP文庫、1994年）
- 『猿之助の歌舞伎講座』（新潮社「とんぼの本」、1984年）
- 『市川猿之助　歌舞伎の時空』（PARCO出版局、1986年）、稲越功一写真
  - 『市川猿之助』（講談社、1993年） 新版
- 横内謙介と共著『夢みるちから スーパー歌舞伎という未来』（春秋社、2001年）
- 『スーパー歌舞伎 ものづくりノート』（集英社新書、2003年）

### 評伝
- 『市川猿之助の仕事』（演劇出版社、1995年）
- 光森忠勝『市川猿之助　傾き一代』（新潮社、2010年）

## 受賞・栄典・顕彰
- 1965年　第11回テアトロン賞
- 1969年　名古屋ペンクラブ賞
- 1976年　芸術選奨新人賞
- 1980年　松尾芸能賞優秀賞
- 1981年　ボローニャ市文化功労章
- 1984年　毎日芸術賞
- 1985年　日本文化デザイン賞
- 1987年　フランス芸術文化勲章オフィシエ（2等）
- 1988年　都民文化栄誉章
- 1990年　芸術選奨文部大臣賞
- 1996年　読売演劇大賞優秀男優賞、菊池寛賞
- 2000年　紫綬褒章
- 2010年　文化功労者[24]
- 2013年　第22回モンブラン国際文化賞[25]
- 2023年　従四位[19]、旭日中綬章[19]